# Geranium subacutum
Geranium subacutum là một loài thực vật có hoa trong họ Mỏ hạc. Loài này được (Boiss.) Aedo mô tả khoa học đầu tiên năm 1994.